# پردیس دانشگاهی

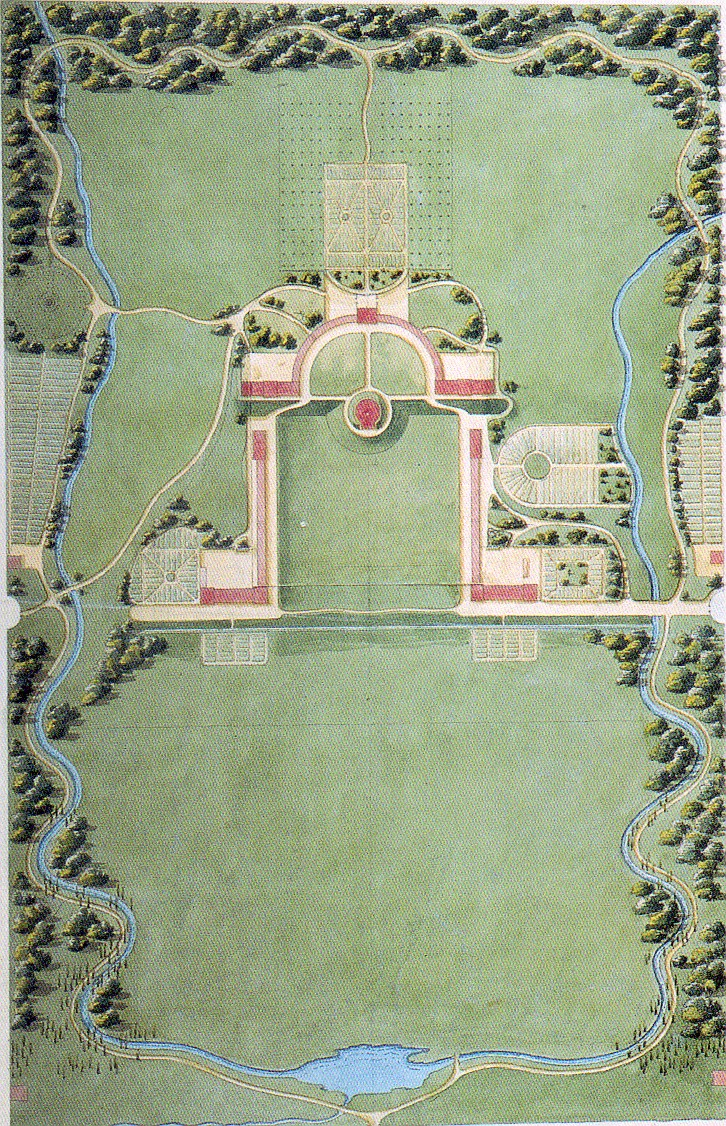
پردیس دانشگاهی کالج یونین در شهر اسکنکتدی، نیویورک در آمریکا

پردیس دانشگاهی (به انگلیسی: Campus) به زمین یا محوطه‌ای گفته می‌شود که ساختمان‌های مجزای دانشگاه یا کالج (دانشکدگان) در آن قرار دارد و معمولاً دارای فضاهایی برای کلاس‌های درس، کتابخانه، تالار سخنرانی، کتاب‌فروشی، مرکز دانشجویی، غذاخوری، خوابگاه و پارکینگ است.
واژه پردیس در زبان پارسی باستان به معنای محوطه دیواربندی شده است.
در اصل، پردیس دانشگاهی به مجموعه ساختمان‌هایی گفته می‌شود که می‌توانند کاربری آموزشی داشته یا نداشته باشند.
پردیس دانشگاهی به کل دانشگاه اشاره ندارد. ممکن است یک دانشگاه در یک شهر چندین پردیس دانشگاهی داشته‌باشد که در مناطق مختلف شهر یا در حومهٔ شهر واقع شده‌باشند. مجموعهٔ پردیس‌های دانشگاهیِ یک شهر می‌توانند شعبه یا واحد آن دانشگاه را در آن شهر تشکیل دهند.